# Kukami Monjo
Kukami Monjo (九鬼文書? o anche Kuki Monjo) è un'opera composita di carattere storico, mitologico e religioso, originaria del Giappone.
Insieme ad altre sette opere (o più, a seconda degli elenchi) costituisce il gruppo delle cosiddette storie apocrife del Giappone arcaico, dette in giapponese Koshikoden (古史古伝?). Questi testi si considerano apocrifi rispetto alla storiografia tradizionale raccolta nel Kojiki o nel Nihonshoki (記紀, Kiki) ma si possono definire documenti fittizi (偽書) anche secondo criteri moderni.
L'opera prende il nome dalla famiglia dei visconti Kuki di Ayabe, che avrebbe trasmesso il testo fin dalla remota antichità. Il testo avrebbe avuto una storia avventurosa fino a quando non finì sotto la custodia del clan Ōnakatomi (大中臣?), dal quale la linea Kuki discenderebbe. In realtà alcune parti del testo potrebbero essere relativamente antiche (periodo Tokugawa) ma molti elementi eterogenei, così come riferimenti a figure storiche e religiose di altre culture (Noè, Mosè, Gesù) fanno pensare che sia stato abbondantemente rimaneggiato in epoca Meiji da uno o più autori appartenenti ad un filone religioso locale (Kumano).
In maniera non dissimile da altre storie apocrife, il testo contiene narrazioni di eventi antichissimi e antecedenti la formazione dello stato giapponese di Yamato, nonché parti scritte con un sistema grafico del genere jindaimoji (神代文字?), ossia una forma di scrittura genuinamente giapponese che si vorrebbe antecedente all'introduzione di quella cinese nell'arcipelago. Quest'opera ebbe un'influenza significativa su alcuni circoli spiritualisti e conservatori, in special modo sul fondatore della nuova religione giapponese dell'Ōmotokyō, Deguchi Onisaburō. Il Kukami Monjo e i suoi propugnatori furono anche oggetto di critiche e di indagini da parte delle istituzioni religiose imperiali a causa della loro eterodossia, prima della seconda guerra mondiale.